# 矢口陽子
矢口 陽子（やぐち ようこ、1921年8月27日 - 1985年2月1日）は、日本の女優。戸籍上の本名は黒澤喜代（旧姓：加藤）だが、実生活では「喜代子」と名乗っていた。夫は映画監督の黒澤明。

## 人物
香港生まれ。昭和高等女学校（現・昭和女子大学附属昭和高等学校）中退。1937年に若園照美の芸名で松竹少女歌劇団入団。1940年東宝映画に移籍。1944年に黒澤の2本目の監督作品『一番美しく』に主演する。1945年に黒澤と結婚（挙式は明治神宮、媒酌人は山本嘉次郎夫妻）して女優を引退した。引退後は家庭に入り、黒澤が気持ちよく映画を撮れるように、内助の功を発揮した。女優から嫁に来ているが、料理が出来ないと監督の嫁は務まらないと思い料理を勉強し、宴会の準備、黒澤だけでなくスタッフの弁当作りまでやっていたという。周りからはゴッドマザーの愛称で呼ばれ、娘の和子によると、唯一黒澤が頭が上がらなかった人だと言う。黒澤との結婚のいきさつについては諸説あるものの、矢口によると、黒澤の方が積極的で、たくさんの手紙をもらい口説かれたと語っている。
結婚後は、黒澤が外国の土産に妻のために服を買ってきた時、それが小柄な矢口にはとても大きすぎて、「何十年も一緒に暮らしているのに、私の大きさも知らないで」と嘆いたが、それほど当時の黒澤の頭には映画のことしかなかったというエピソードになっている。

## 出演作品
- 嫁ぐ日まで（1940年、東宝映画東京） - 浅子
- 金語楼の噫無情（1940年、東宝映画東京）
- エノケンの孫悟空（1940年、東宝映画東京） - 侍臣
- 姑娘の凱歌（1940年、東宝映画東京）
- 蔦（1940年、東宝映画東京）
- 女学生記（1941年、東京発声）
- わが愛の記（1941年、東京発声） - さと子の妹
- 男の花道（1941年、東宝映画） - 芸妓
- 青春の気流（1942年、東宝映画） - 喫茶店の女の子
- 母は死なず（1942年、東宝映画） - カガヤバーの女
- 若き日の歓び（1943年、東宝映画）
- 一番美しく（1944年、東宝） - 渡辺つる
- 日常の戦ひ（1944年、東宝） - 浅山君江
- 煉瓦女工（1946年、南旺映画） - みさ